# Romuald Drobaczyński

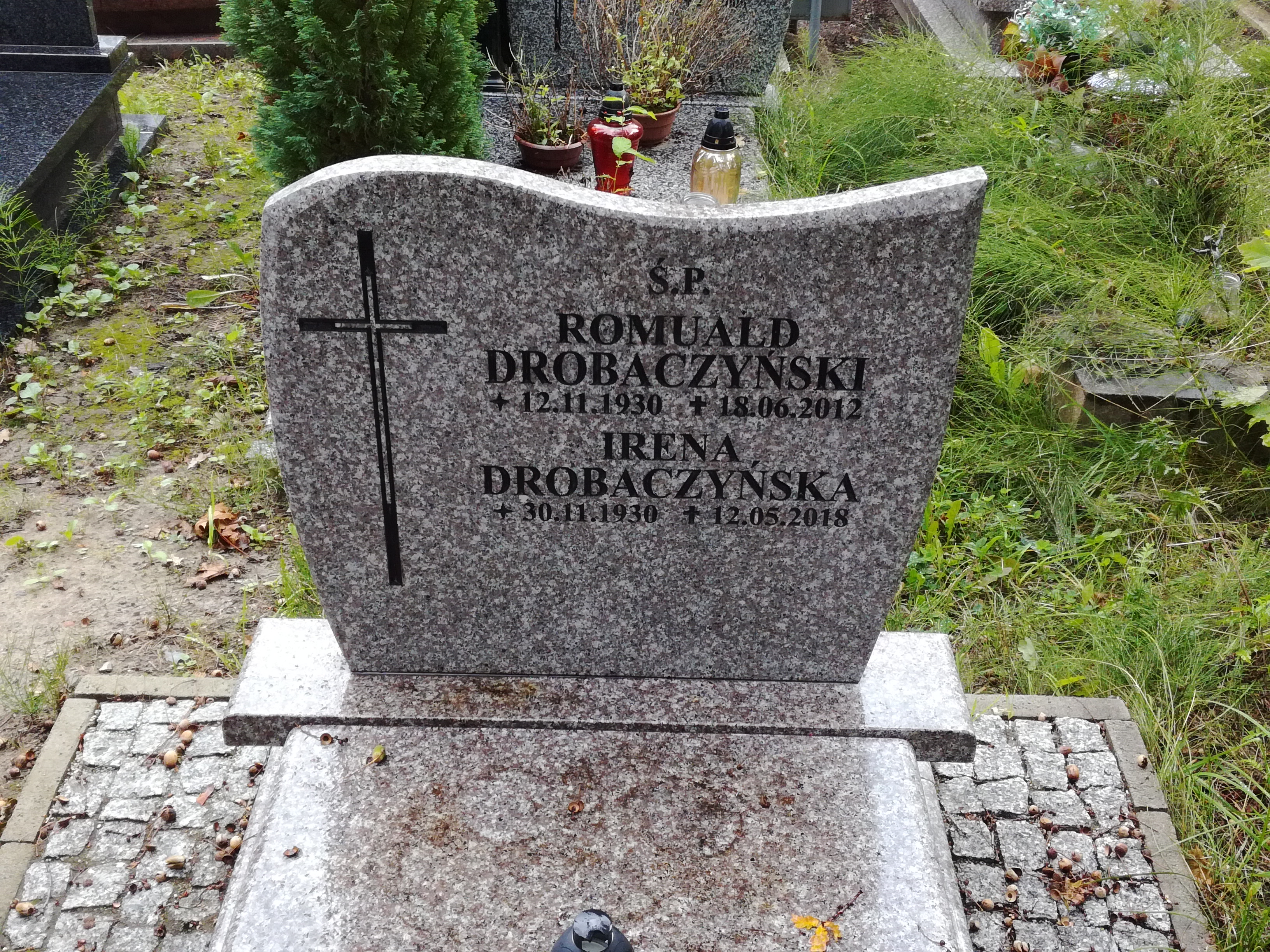
Grób Romualda Drobaczyńskiego na Cmentarzu Łostowickim w Gdańsku

Romuald Drobaczyński (ur. 12 listopada 1930 w Mirze, zm. 19 czerwca 2012 w Gdańsku) – polski reżyser dubbingowy i filmowy. W 1955 roku ukończył studia na Wydziale Reżyserii PWSF w Łodzi (dyplom w 1959). Został pochowany na Cmentarzu Łostowickim w Gdańsku.

## Reżyser dubbingu
- 1998: Scooby Doo na Wyspie Zombie
- 1995-1997: Freakazoid!
- 1979: Scooby Doo podbija Hollywood
- 1972: Hełm Aleksandra Macedońskiego
- 1971: Jestem niewiernym mężem
- 1971: Dziewczyna na miotle
- 1971: Młynarczyk i kotka
- 1970: Kapitan Korda
- 1970: Wujaszek Wania
- 1970: Dwanaście krzeseł
- 1969-1972: Scooby Doo, gdzie jesteś?
- 1969: Kochanka buntownika
- 1969: Wydra pana Grahama
- 1969: Bracia Karamazow
- 1969: Dożyjemy do poniedziałku
- 1969: Dziki i swobodny
- 1969: Tropiciel Śladów
- 1968: Brat doktora Homera
- 1967: Jak się masz Vero!
- 1966: Anioł błogosławionej śmierci
- 1966: Elza z afrykańskiego buszu
- 1964: Gdzie jesteś, Maksymie?
- 1964: Za mną, kanalie!
- 1963: Ślepy pelikan
- 1963: Janosik
- 1963: Testament uczonego
- 1963: Inspektor i noc
- 1963: Królowa stacji benzynowej
- 1963: Lęk
- 1963: Na tropie policjantów
- 1962: Diabeł morski
- 1962: Książę i żebrak
- 1961: Skrawek błękitnego nieba
- 1961: Harry i kamerdyner
- 1961: Z iskry rozgorzeje płomień
- 1960: Holenderska przygoda
- 1959: Tajemniczy szyfr
- 1958: H-8
- 1958: Szare kaczątko
- 1958: Skrzynki na start
- 1957: Wieczór kawalerski
- 1957: Oddział Trubaczowa
- 1957: Dwa zeznania
- 1956: Herbaciarnia „Pod Księżycem”
- 1956: Godzina 12.30
- 1953: Piotruś Pan
- 1952: Minuta zwierzeń
- 1950: Wszystko o Ewie

ponadto
- Dwie strony medalu
- Ali i wielbłąd
- Handlarze opium
- Przystanek komisariat
- Jutro na orbitę
- Uwaga, czarny kot
- Królewna z długim warkoczem
- Listy miłosne

## Reżyser
- 1967: Pieczona gęś
- 1962: Jadą goście jadą...
- 1958: Miasteczko

## Drugi reżyser
- 1988-1991: Pogranicze w ogniu
- 1985: Urwisy z Doliny Młynów
- 1985: Rajska jabłoń
- 1983: Lata dwudzieste... lata trzydzieste...
- 1980-2000: Dom
- 1978: Życie na gorąco
- 1975: Kazimierz Wielki
- 1973: Nie będę Cię kochać

## Scenarzysta
- 1958: Miasteczko

## Aktor
- 1988-1991: Pogranicze w ogniu − Dyrektor polskiego wywiadu
- 1987: Misja specjalna − Aktor
- 1985: Dziewczęta z Nowolipek − Policjant
- 1983: Lata dwudzieste... lata trzydzieste... − Żwirski, dyrektor teatru „Miraż"
- 1980-2000: Dom − Profesor Politechniki, wykładowca Andrzeja
- 1978: Życie na gorąco − Radca ambasady austriackiej w Budapeszcie
- 1975: Kazimierz Wielki
- 1973: Sanatorium pod Klepsydrą
- 1969: Rzeczpospolita babska − Bukała
- 1969: Księżyc − Białogwardzista
- 1962: Jadą goście jadą... − Mieszkaniec Orawki
- 1958: Miasteczko − Strażak